# Tun Ibrahim di Johor
Sri Paduka Dato Temenggong Sri Maharaja Daeng Ibrahim ibni al-Marhum Dato Temenggong Sri Maharaja 'Abdu'l Rahman (Isola di Bulan, 8 dicembre 1810 – Singapore, 31 gennaio 1862) è stato temenggong di Johor dal 1855 al 1862.

## Biografia
Tun Ibrahim di Johor nacque sull'isola di Bulan, nelle Riau, l'8 dicembre 1810 ed era il quarto figlio di Sri Paduka Ungku 'Abdu'l Rahman bin Dato' Sri Temenggong Maharaja 'Abdu'l Hamid, temenggong del sultanato e della sua prima moglie Encik Yah Binti Moffar, donna di origini bugis. Venne educato privatamente a Singapore.
Dal 1833 servì come vice temenggong in quanto il fratello maggiore era mentalmente inabile. Il 19 agosto 1841 gli succedette nel pieno delle funzioni. Negli anni successivi vi fu un aspro contrasto tra lui e il sultano Ali che rivendicava il potere che i suoi predecessori avevano ceduto alla famiglia del temenggong, divenuto ormai sovrano di fatto. Ali contrasse numerosi debiti e i britannici preferirono affidare la gestione del reame a Tun Ibrahim. Il 10 marzo 1855 venne siglato un trattato in cui il monarca cedeva formalmente i suoi diritti di sovranità sul Johor al temenggong in modo permanente con l'eccezione del territorio del Kesang e della città di Muar. In cambio ad Ali venne garantito il riconoscimento del titolo di sultano dal temenggong e il governo britannico gli concesse una somma forfettaria di 5000 dollari di risarcimento. Ad Ali fu promessa un'ulteriore rendita di 500 dollari da Tun Ibrahim sotto la pressione del governatore di Singapore Edmund Blundell che sperava di porre fine alle lamentele e ai problemi finanziari di Ali. Tun Ali diede il via allo sviluppo del paese concedendo terre per aprire piantagioni, incoraggiando i commerci e promuovendo la costruzione di infrastrutture. Aiutò anche i britannici ad eliminare la pirateria dalle acque nei pressi di Singapore e delle isole Riau. Fondò la città di Tanjung Putri, oggi capitale dello Stato con il nome di Johor Bahru.
Si sposò quattro volte ed ebbe tredici figli, sette maschi e sei femmine.
Morì a Singapore il 31 gennaio 1862. È sepolto nel mausoleo Temenggong della moschea Teluk Belanga di Singapore.